# Gymnastiek op de Olympische Zomerspelen 2016 – Trampoline vrouwen
Het trampoline springen voor de vrouwen op de Olympische Zomerspelen 2016 in Rio de Janeiro vond plaats op 12 augustus (kwalificatie en finale). De Canadese Rosannagh MacLennan won het onderdeel voor de Britse Bryony Page die het zilver pakte en de Chinese Dan Li die het brons won.

## Format
Alle deelnemers moesten twee kwalificatie-oefeningen springen. De scores van beide oefeningen werden bij elkaar opgeteld en de beste acht deelnemers gingen door naar de finale. Echter mochten er maximaal twee deelnemers per land in de finale komen. De scores van de kwalificatie werden bij de finale gewist, en alleen de scores die in de finale gehaald werden, telden. In de finale mochten de acht springers maar een oefening springen.

## Uitslag

### Finale
- D-Score; de moeilijkheidsgraad van de oefening
- E-Score; de uitvoeringsscore van de oefening
- Vlucht; de score voor de vlucht
- Straf; straffen die zijn gegeven door de jury
- Totaal; D-Score + E-Score + Vlucht - Straf geeft de totaalscore

| Rang   | Naam                | Land | D-Score | E-Score | Vlucht | Straf | Totaal |
| ------ | ------------------- | ---- | ------- | ------- | ------ | ----- | ------ |
| Goud   | Rosannagh MacLennan | CAN  | 15.000  | 25.200  | 16.265 |       | 56.465 |
| Zilver | Bryony Page         | GBR  | 14.400  | 25.500  | 16.140 |       | 56.040 |
| Brons  | Li Dan              | CHN  | 15.000  | 24.900  | 15.985 |       | 55.885 |
| 4      | He Wenna            | CHN  | 15.200  | 24.000  | 16.370 |       | 55.570 |
| 5      | Tatsiana Piatrenia  | BLR  | 14.600  | 24.300  | 15.750 |       | 54.650 |
| 6      | Katherine Driscoll  | GBR  | 14.400  | 23.400  | 15.845 |       | 53.645 |
| 7      | Luba Golovina       | GEO  | 14.400  | 21.300  | 15.310 |       | 51.010 |
| 8      | Hanna Harchonak     | BLR  | 1.500   | 2.400   | 1.800  |       | 5.700  |